# Stadio Jusuf Bulić
Lo stadio Jusuf Bulić è un impianto sportivo dedicato al calcio situato a Belgrado, nel municipio di Čukarica, in Avala bb. È stato per anni noto come Mali Poljud Stadion, per la sua vaga somiglianza con lo stadio dell'Hajduk Spalato.

## Storia
Lo stadio venne costruito alla fine degli anni '70 in previsione della futura candidatura alle Olimpiadi, in una delle zone di maggior espansione demografica della città ed inaugurato nel 1981 dal FK Železnik Belgrado. Ha due tribune laterali, la Tribina Zapad coperta e con 4.000 posti tutti a sedere, mentre la Tribina Istok, dalla particolare forma, è scoperta e può ospitare 2.900 spettatori, per un totale di 6.900 posti.
Il 12 agosto del 2004 ha ospitato l'unico match europeo della storia del club, l'andata del secondo turno preliminare di Coppa UEFA, quando ha visto lo Železnik cedere alla Steaua Bucarest per 2-4.
Attualmente, dopo lo scioglimento dello Železnik, ospita i match casalinghi del FK Sparta, nel gruppo A della Međuopštinska Liga Beograd.

## Galleria d'immagini

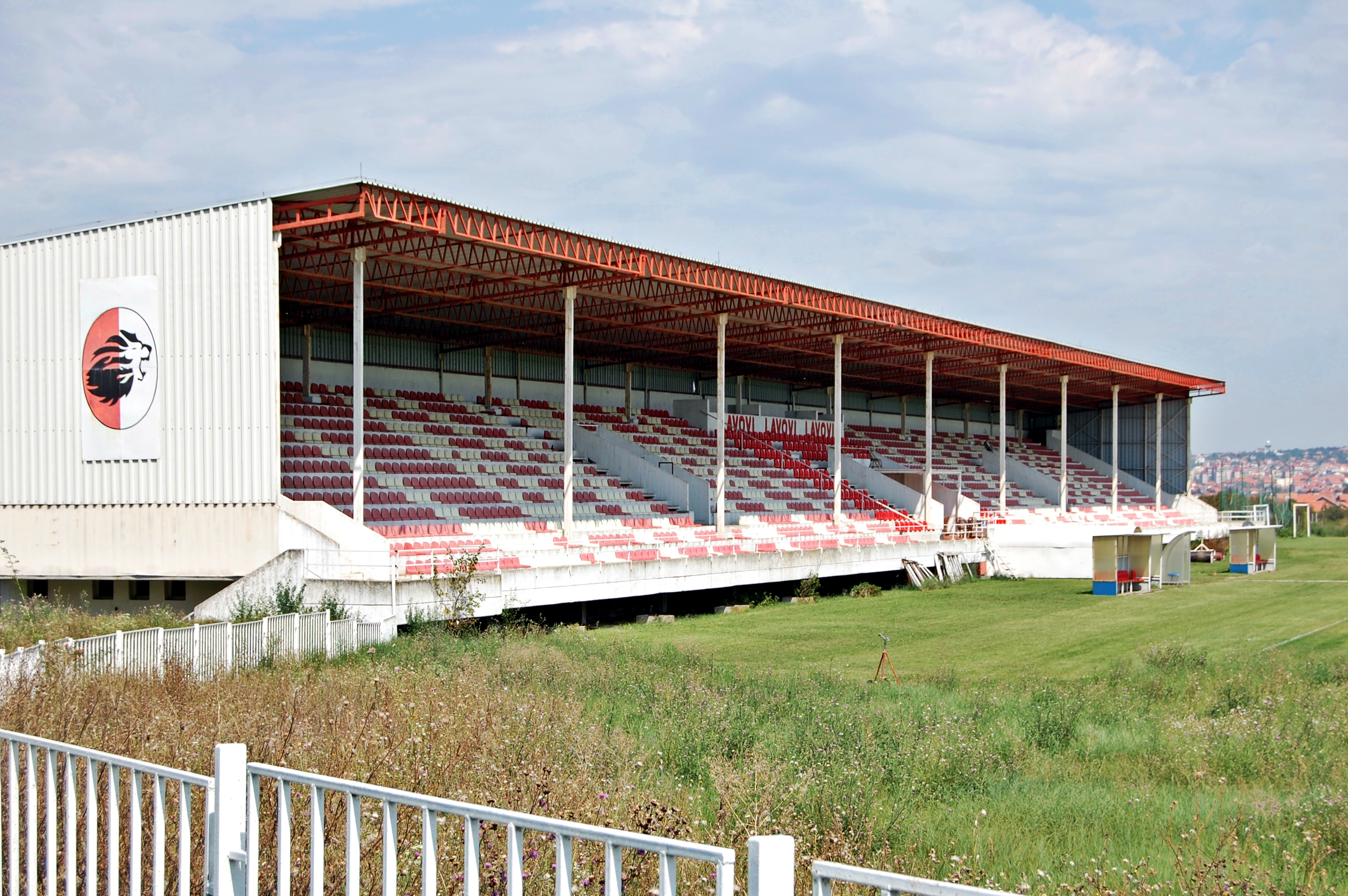
Zeleznik Stadion 1
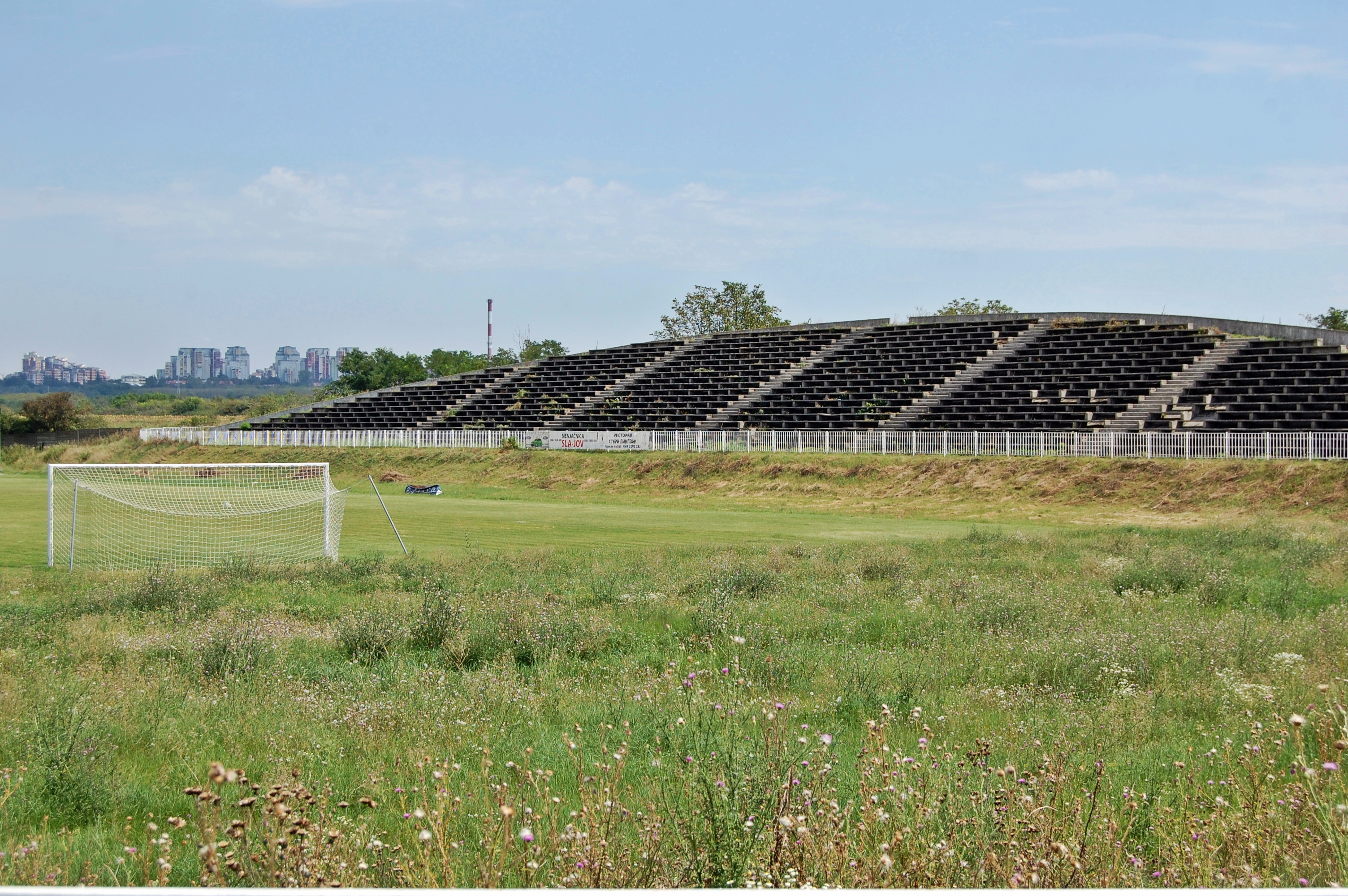
Zeleznik Stadion 2
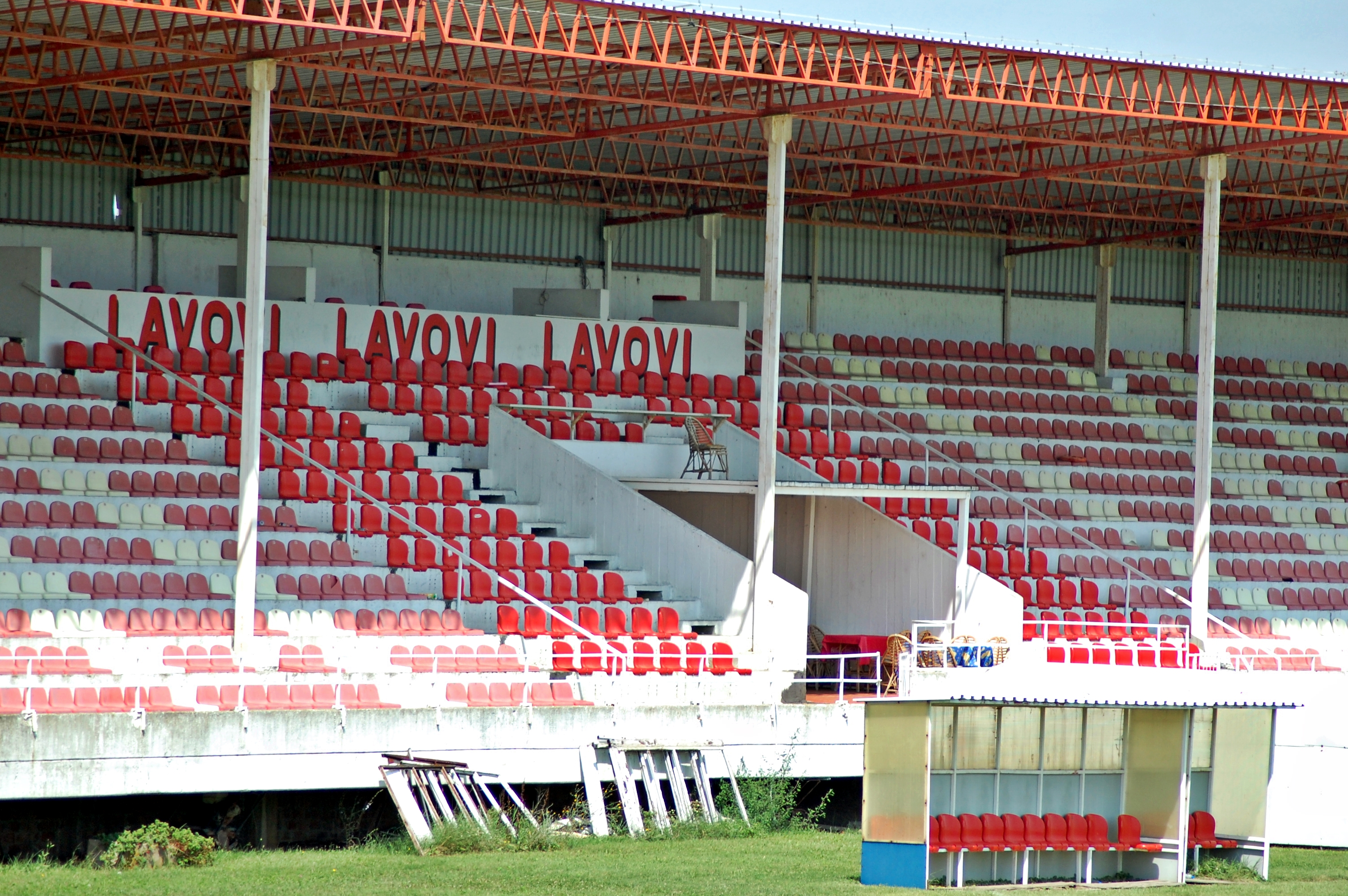
Zeleznik Stadion 3
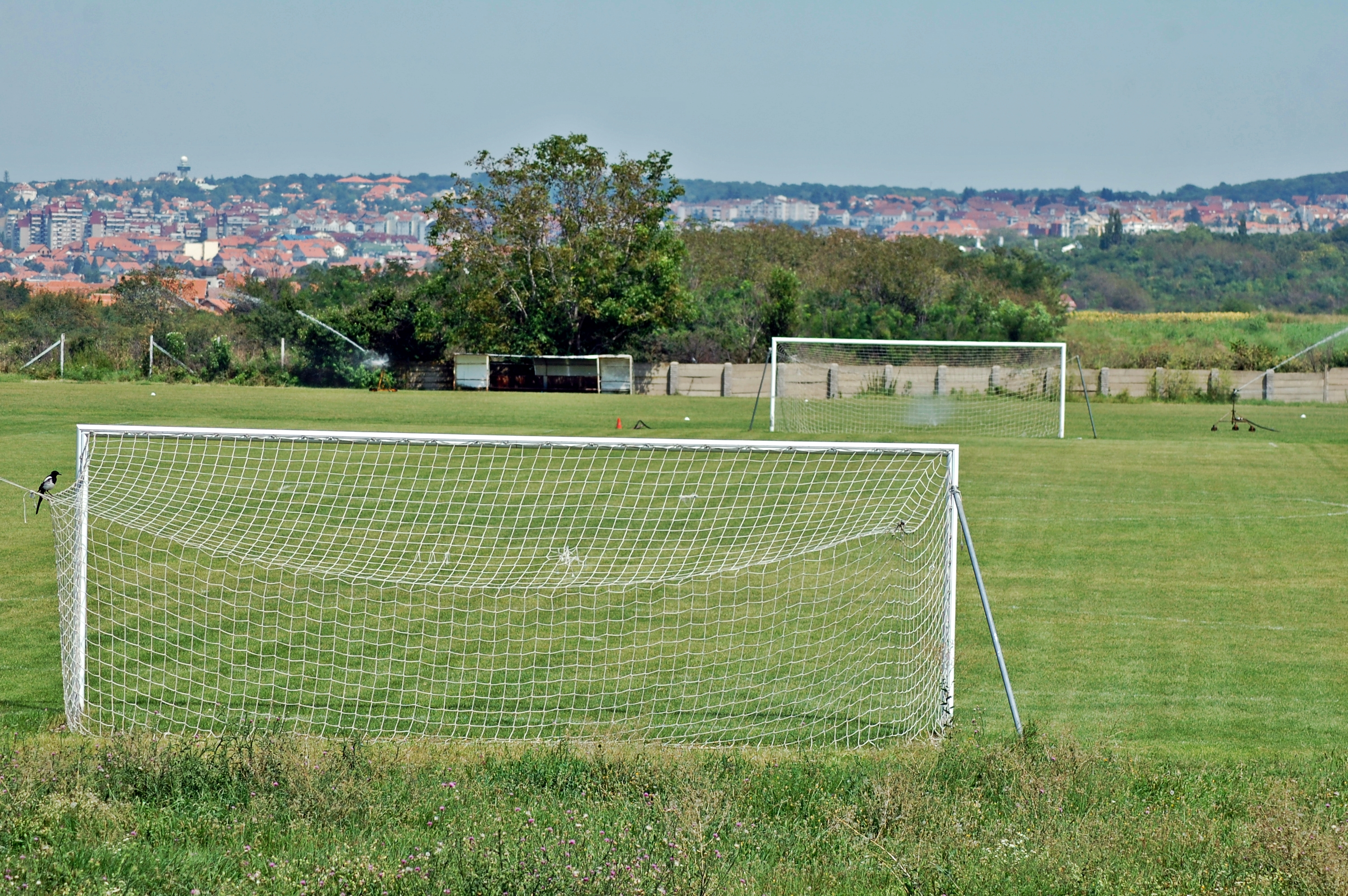
Zeleznik Stadion 4